# Bom Jesus (Santa Catarina)
Bom Jesus es un municipio brasileño del estado de Santa Catarina. Tiene una población estimada al 2022 de 2 777 habitantes. Pertenece a la Región metropolitana del Extremo Oeste.
Municipio rural, su principal actividad económica es la agricultura:maíz, soja, tabaco, trigo y frijol, la fruticultura y ganadería.

## Toponimia
Bom Jesus viene del portugués para "Buen Jesús".

## Historia
Bom Jesus, primero llamado Chapecózinho, fue habitado por indios guaraníes y cáingang, y el área donde hoy se ubica la sede municipal fue utilizada como cementerio indígena. Esta localidad, además fue escenario de la Guerra del Contestado.
Sus primeros pobladores se instalaron a mediados del Siglo XX, y cambió su nombre a Bom Jesus en 1957 como distrito de Xanxerê. Se emancipó como municipio el 19 de julio de 1995.